# Pat Gozemba
Patricia Andrea Curran (Somerville, Massachusetts, 1940), más conocida como Pat Gozemba, es una activista y académica estadounidense. Creció en Massachusetts y participó en los movimientos políticos de las décadas de 1960 y 1970, como el Movimiento por los Derechos Civiles, el Movimiento de Liberación de las Mujeres y las protestas contra la guerra de Vietnam.
Empezó a interesarse por el activismo y la defensa de los derechos humanos desde su niñez, pues su padre practicaba el sindicalismo. Durante su estancia en el Emmanuel College, en 1960 realizó un viaje desde Massachusetts a Florida en el que pudo apreciar vallas publicitarias en apoyo al Ku Klux Klan, lo que la llevó a investigar sobre dicha organización supremacista. Al descubrir el racismo y la homofobia que imperaban en la época, decidió empezar a participar de forma activa en protestas en contra de las políticas raciales.
Tras licenciarse, se convirtió en docente y en activista medioambiental y a favor del movimiento LGBT. Fue una de las fundadoras del programa de estudios de la mujer del Salem State College y su primera coordinadora. También formó parte del Consejo Coordinador de la Asociación Nacional de Estudios de la Mujer de 1979 a 1982 y fue presidenta en 1988 y 1989.
Gran parte de su trabajo tenía como objetivo recuperar la historia de la comunidad LGBT en Boston y sus alrededores. Implicada en la lucha por la legalización de los matrimonios entre personas del mismo sexo, hizo campaña en Massachusetts, Vermont y Hawái. Fue coautora de Courting Equality, una crónica del camino de Massachusetts hacia la legalización del matrimonio entre personas del mismo sexo, y de varias obras destinadas a documentar la historia de la homosexualidad femenina previa al surgimiento de los movimientos feministas. Desde su jubilación, participa activamente en causas medioambientales y es la actual copresidenta de la Alianza de Salem para el Medio Ambiente (SAFE).

## Primeros años y educación

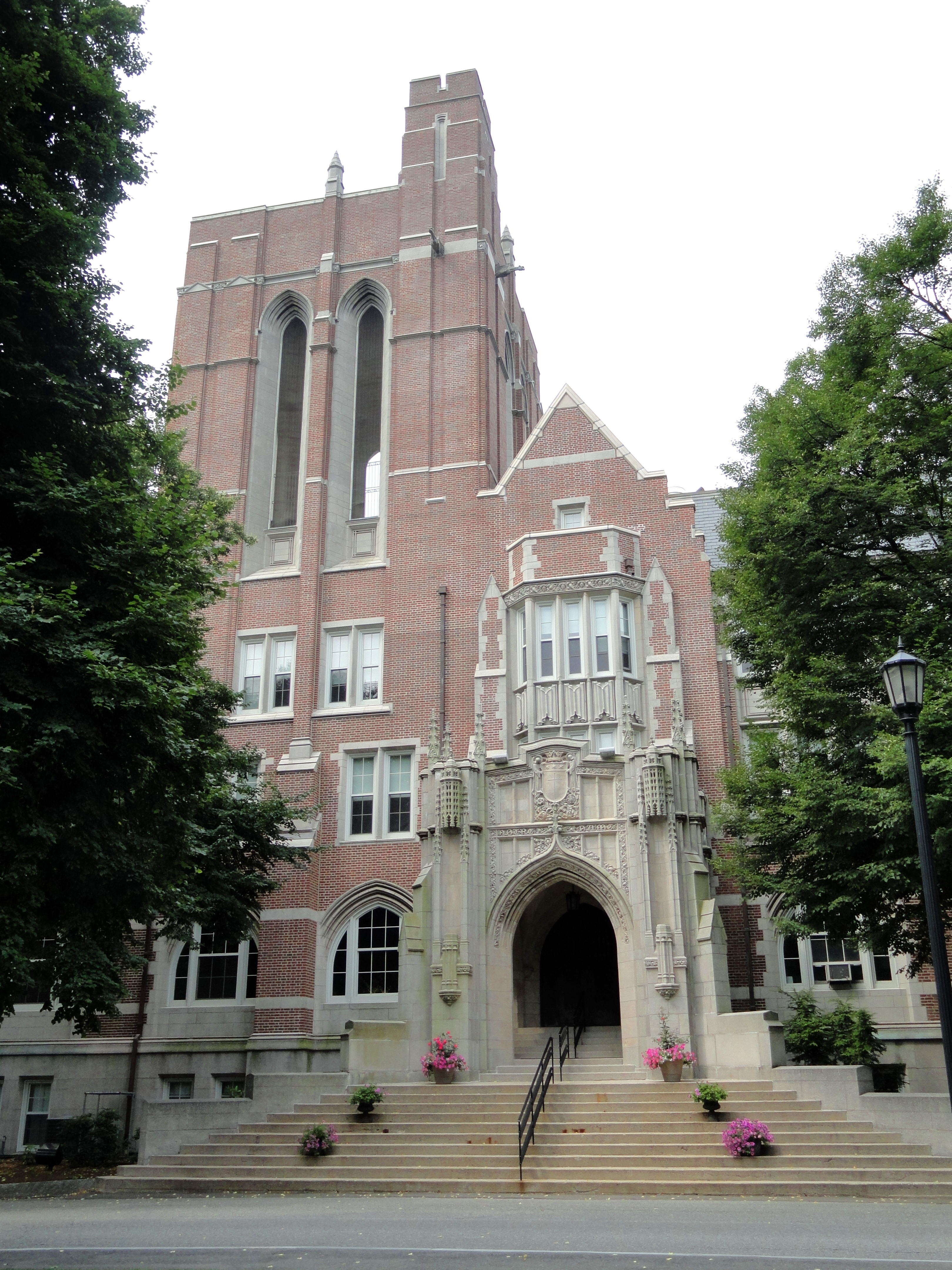
Gozemba tuvo sus primeros acercamientos al activismo por los derechos humanos durante su estancia en el Emmanuel College de Boston.

Patricia Andrea Curran nació en 1940 en la localidad de Somerville, Massachusetts, hija de Mary M. Sampey y John C.P. Curran. Cuando tenía once años, el grupo familiar se trasladó a Waltham, Massachusetts, donde su madre trabajó como contadora. Su padre realizaba oficios varios en la imprenta y en la sala de prensa del diario Boston Herald, en la capital del estado,y se desempeñó como un activo sindicalista. De esta forma, Gozemba tuvo sus primeros acercamientos al activismo en favor de los derechos humanos.
Curran creció muy unida a su padre y con el tiempo empezó a distanciarse de su madre, quien se avergonzaba de que su hija fuera lesbiana. Ingresó al Emmanuel College de Boston, donde fue presidenta de su promoción y se graduó en 1962 con una Licenciatura en Letras. Durante su estancia en dicha institución, tuvo la posibilidad de realizar un viaje desde Massachusetts hasta Florida, y en Carolina del Norte vio unas vallas publicitarias en apoyo al Ku Klux Klan, por lo que decidió estudiar a fondo sobre esta organización. Al darse cuenta de su marcada tendencia racista y homofóbica, y tras descubrir que existían sistemas de transporte, fuentes de agua y baños «solo para blancos», decidió sumarse a las protestas contra las grandes compañías de autobuses por sus políticas raciales. Tras finalizar sus estudios en el Emmanuel College, obtuvo una Maestría en Artes en la Universidad de Iowa, y un Doctorado en Filología Inglesa en la Universidad de Boston.

## Carrera

### Décadas de 1960 y 1970: estudios sobre la mujer y activismo LGBT
Curran comenzó su andadura profesional como profesora de inglés en la Secundaria de Waltham. En 1963 organizó a las educadoras, animándolas a afiliarse al sindicato de profesores, y finalizó su maestría en la Universidad de Iowa. En 1964 se vinculó como docente de inglés en el Salem State College, y hacia 1968 se casó y empezó a usar el apellido Gozemba, aunque se divorció de su esposo años más tarde. Participó activamente en las protestas contra la guerra de Vietnam y en eventos organizados por el movimiento feminista, reuniendo a pacifistas y a feministas en las concentraciones de protesta de Boston. También participó en el Movimiento por los Derechos Civiles y por esa misma época se convirtió en activista medioambiental.
En 1971, Gozemba y otros miembros de la facultad empezaron a introducir los estudios sobre la mujer en sus planes académicos; dicha asignatura fue aprobada como programa interdisciplinar de licenciatura menor en 1975. Comenzó a trabajar como coordinadora del programa antes de su plena acreditación y fue una de las impulsoras del desarrollo de un programa de inglés para proporcionar formación intensiva en el idioma a los hablantes no nativos en Salem State. En 1972 creó una proyección de diapositivas que se presentó en escuelas locales y reuniones comunitarias para denunciar el sexismo en la publicidad.

Un año después, presentó con la ayuda de algunas de sus compañeras una demanda para lograr la igualdad salarial de las mujeres en Salem State. Finalmente se resolvió a su favor y se eliminó la discriminación salarial en todas las universidades estatales de Massachusetts. También en 1973 se convirtió en una de las fundadoras del Florence Luscomb Women's Center en el campus de Salem State y organizó un grupo de apoyo para mujeres LGBT de la zona de Salem en las instalaciones. Completó su doctorado en la Universidad de Boston en 1975, con una tesis titulada El efecto de la formación retórica en alfabetización visual sobre las habilidades de escritura de los estudiantes universitarios de primer año. Se unió a la Asociación Nacional de Estudios de la Mujer el mismo año de su fundación (1977) y ofició como representante regional de Nueva Inglaterra hasta 1979.

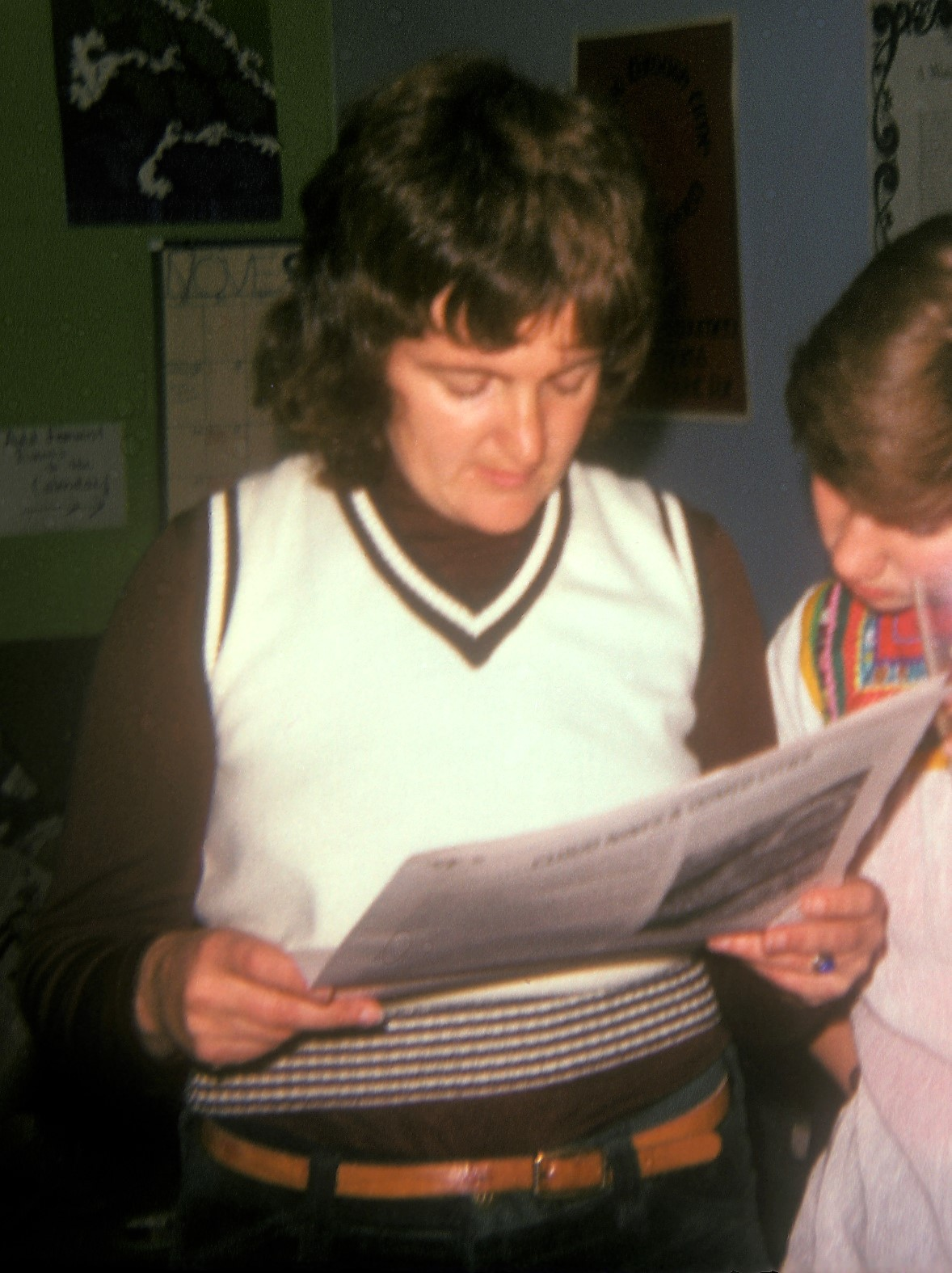
Gozemba en el Salem State Women's Center, en la década de 1970.

Cuando la legislatura de Massachusetts tenía previsto en 1978 revisar tres proyectos de ley con repercusiones para la comunidad LGBT, Gozemba y otros once activistas formaron la North Shore Gay Alliance y empezaron a inscribir votantes. Ese mismo año, concedió una entrevista sobre su vida al periódico Boston Herald en la que se declaraba públicamente gay; a raíz de ello, sus padres decidieron mudarse de Waltham a Falmouth, Massachusetts, pues no toleraban la presunta homosexualidad de su hija. Tras la derogación de los proyectos de ley, la organización se centró en programas sociales y educativos diseñados para unir a los miembros de dicha comunidad.

### Décadas de 1980 y 1990: publicaciones sobre la comunidad LGBT
Gozemba cofundó el Boston Area Lesbian and Gay History Project, un colectivo formado en a finales de la década de 1970 para recopilar e investigar la historia de la comunidad LGBT de Boston. También formó parte del Consejo de Coordinación de la Asociación Nacional de Estudios de la Mujer de 1979 a 1982, y fue presidenta de la organización en 1988 y 1989.
En la década de 1980 comenzó a estudiar la cultura de los bares LGBT, lo que la llevó a escribrir artículos como Building Community, Finding Love: Lesbian Bar Culture since the Forties; In and Around the Lighthouse: Working-Class Lesbian Bar Culture in the 1950s and 1960s y Scenes from a Working Class Bar. Presentó Building Community, Finding Love en la séptima Conferencia Anual de la Asociación Nacional de Estudios de la Mujer en Seattle, Washington, e In and Around the Lighthouse (escrito con la colaboración de Janet Kahn), en la séptima Conferencia de Berkshire sobre Historia de la Mujer, organizada por el Wellesley College en 1987. Cada uno de estos trabajos abordaba el hecho de las mujeres de la comunidad buscaban «nuevas familias» en los bares, al no contar con el respaldo de sus familiares biológicos por sus preferencias sexuales. Estos estudios fueron uno de los pocos intentos académicos de documentar la historia de las primeras lesbianas que no formaban parte del movimiento feminista.
Gozemba y su compañera en el activismo Karen Kahn iniciaron una relación sentimental en 1990. Tras la muerte de su madre en 1993, restableció el contacto con su padre, del que supo que no había tenido ningún problema con sus preferencias sexuales. Aunque en un primer momento se dedicó a cuidar a su progenitor, quien afrontaba problemas de salud, de 1997 a 1998 aceptó un puesto de intercambio docente en Hawái, confiando el cuidado de su padre a sus dos hermanos. John C.P. Curran falleció en 1999.

### Década de 2000: lucha por el matrimonio igualitario y activismo medioambiental
En 2000 fue la organizadora de la celebración del Día de la Tierra en Salem State, que con el paso del tiempo se convirtió en una semana de conferencias y actividades a las que asiste gran parte de la comunidad local. Dos años después publicó con la colaboración de Eileen de los Ríos el libro Pockets of Hope, una crítica de los aspectos autoritarios del sistema educativo público de Estados Unidos. El texto analizaba soluciones innovadoras utilizadas en estados como Hawái o Nuevo Hampshire para combatir problemas sociales como el edadismo, el clasismo, la homofobia, el racismo, el sexismo y la xenofobia. También evaluaba cómo profesores y alumnos podían trabajar para reducir la desigualdad y la discriminación, impulsando el cambio social y el optimismo de cara al futuro, y preservando al mismo tiempo las tradiciones culturales y el entorno natural. Poco después de la publicación del libro, Gozemba se jubiló de la Universidad Estatal de Salem. Su labor docente fue reconocida con el Premio G. Theodore Mitau a la Innovación y el Cambio en la Enseñanza Superior de la Asociación Americana de Facultades y Universidades Estatales.
En 2004, Gozemba y Kahn empezaron a colaborar en un libro sobre la lucha por el matrimonio igualitario en Massachusetts. Mientras investigaban, descubrieron todas las razones legales por las que el matrimonio sería beneficioso para ellas y se casaron el 1 de septiembre de 2005 en Cambridge, Massachusetts, donde se había oficiado el primer matrimonio entre personas del mismo sexo en Estados Unidos. Su libro Courting Equality: A Documentary History of America's First Legal Same-Sex Marriages se publicó en 2007 e incluía hitos como una ley de 1843 que permitía el matrimonio interracial, la ley de 1913 que prohibía a los no residentes casarse en Massachusetts si su matrimonio estaba prohibido por las leyes del estado en el que eran residentes, y la elección en 1974 de un legislador estatal abiertamente gay. Las historias personales de los litigantes en el caso Goodridge contra el Departamento de Salud Pública aparecen ilustradas con fotografías de Marilyn Humphries. El académico K. L. Broad señaló en una reseña que el libro era una buena referencia para comprender los procesos ideológicos y jurídicos subyacentes a la política familiar, sexual y de género en los Estados Unidos.El mismo año de la publicación de la obra, la pareja realizó giras por diversos lugares del país promocionando el libro.
Gozemba viajó a Vermont en 2007 para prestar su apoyo a la campaña por la igualdad matrimonial en ese estado. Dos años después, Gozemba, quien vivía cuatro meses al año en Hawái desde la década de 1980, testificó ante el Senado hawaiano durante sus debates sobre las uniones civiles. Rebatió las afirmaciones hechas por Brian Camenker y su organización MassResistance en un informe que se había distribuido a los senadores, que afirmaba falsamente que la legalización del matrimonio entre personas del mismo sexo había provocado un aumento de las tasas de VIH en Massachusetts y cambios en los programas escolares del estado para incluir libros centrados en el colectivo LGBT. Jo-Ann Adams, lobista del proyecto de ley de uniones civiles, hizo que Gozemba redactara un documento de refutación de las afirmaciones de Camenker que se distribuyó a los miembros del Senado. Según el informe de Ethan Jacobs en el periódico de temática LGBT Bay Windows, «Adams manifestó que Gozemba fue capaz de persuadir a muchas personas de que las afirmaciones de Camenker no eran creíbles».

### Décadas de 2010 y 2020: actualidad

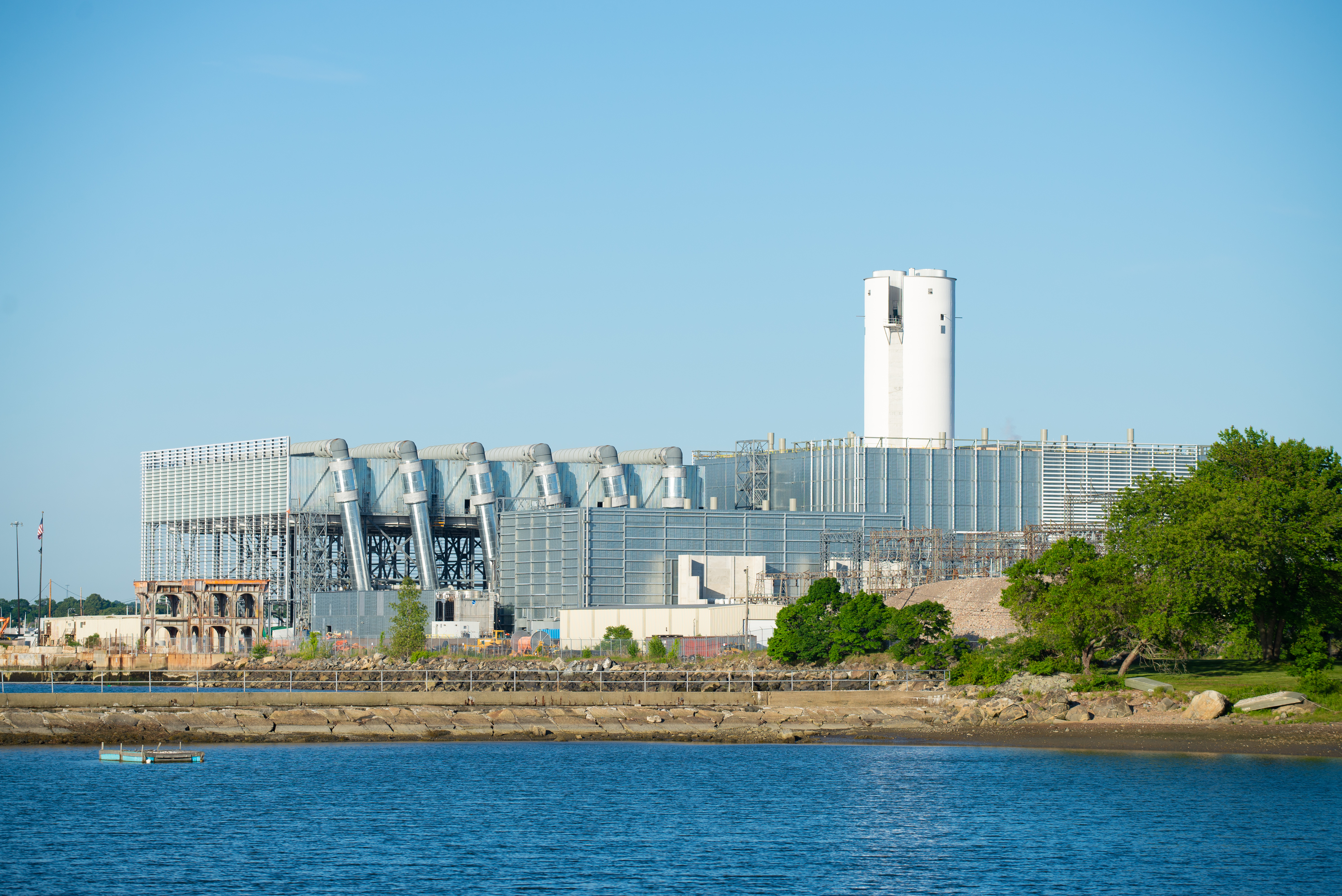
El activismo medioambiental de Gozemba se ha centrado en los últimos años en el impacto ambiental causado por la central eléctrica del Puerto de Salem (en la imagen).

La activista ha participado en varias iniciativas medioambientales en Salem y sus alrededores. Desde 2010, es copresidenta de la Alianza de Salem para el Medio Ambiente (SAFE) y forma parte del consejo de HealthLinks. Ha trabajado en temas como el desarrollo de un plan integral a largo plazo para mantener, rehabilitar o reutilizar la central eléctrica del puerto de Salem.
Gozemba, quien vive a poca distancia de la central, está preocupada por la contaminación y sus efectos a largo plazo en la salud de los ciudadanos. Dada la antigüedad de la instalación, ha presionado al ayuntamiento para que elabore un plan en caso de abandono que incluya el grado de limpieza necesario para destinar el terreno para otros fines. También ha hecho activismo para que se aborde el problema de las fugas de gas natural procedentes de infraestructuras anticuadas que causan la destrucción de árboles y zonas verdes en zonas aledañas. De igual manera, ha participado en protestas organizadas por SAFE en contra del proyecto 2015A para la incorporación de la planta Peabody Peaker, de 55 megavatios.
Preocupada por la repentina muerte de varios árboles causada por las fugas subterráneas de gas en Salem, la activista convocó a un foro público para advertir sobre esta situación. Estas fugas se presentan por el mal estado de las tuberías bajo las calles de la localidad, lo que permite que el gas escape y genere deterioro a los árboles de sombra urbanos, y a la generación de gases de efecto invernadero que generan peligrosas condiciones climáticas. En colaboración con SAFE, Gozemba pudo convencer al alcalde de la ciudad de realizar una investigación para determinar los lugares de las fugas, antes de realizar una nueva jornada de siembra de árboles en la que, según The Boston Globe, la ciudad ahorró cerca de 22 mil dólares.
En 2021 anunció públicamente en el muelle de Blaney Street de Salem una asociación pública y privada para convertir el puerto de su localidad en un gran puerto eólico marítimo. Durante su intervención, Gozemba manifestó: «Al observar este sitio, que durante tanto tiempo albergó una planta de energía de carbón y petróleo contaminante, seguida de una planta de energía a base de gas, existe una justicia irónica al saber que jugará un papel fundamental en el comienzo de un futuro de energía limpia».
Escribiendo para el portal Clean Power Coalition, Judith Black afirmó acerca de Gozemba y su trabajo en SAFE:

Su incansable trabajo con SAFE ha hecho crecer tanto la organización como sus conexiones con grupos de ideas afines que trabajan para poner fin a las fugas de gas, abogar por la justicia ambiental y educar a la comunidad en general sobre el clima, la energía, el medio ambiente y la justicia.

## Legado

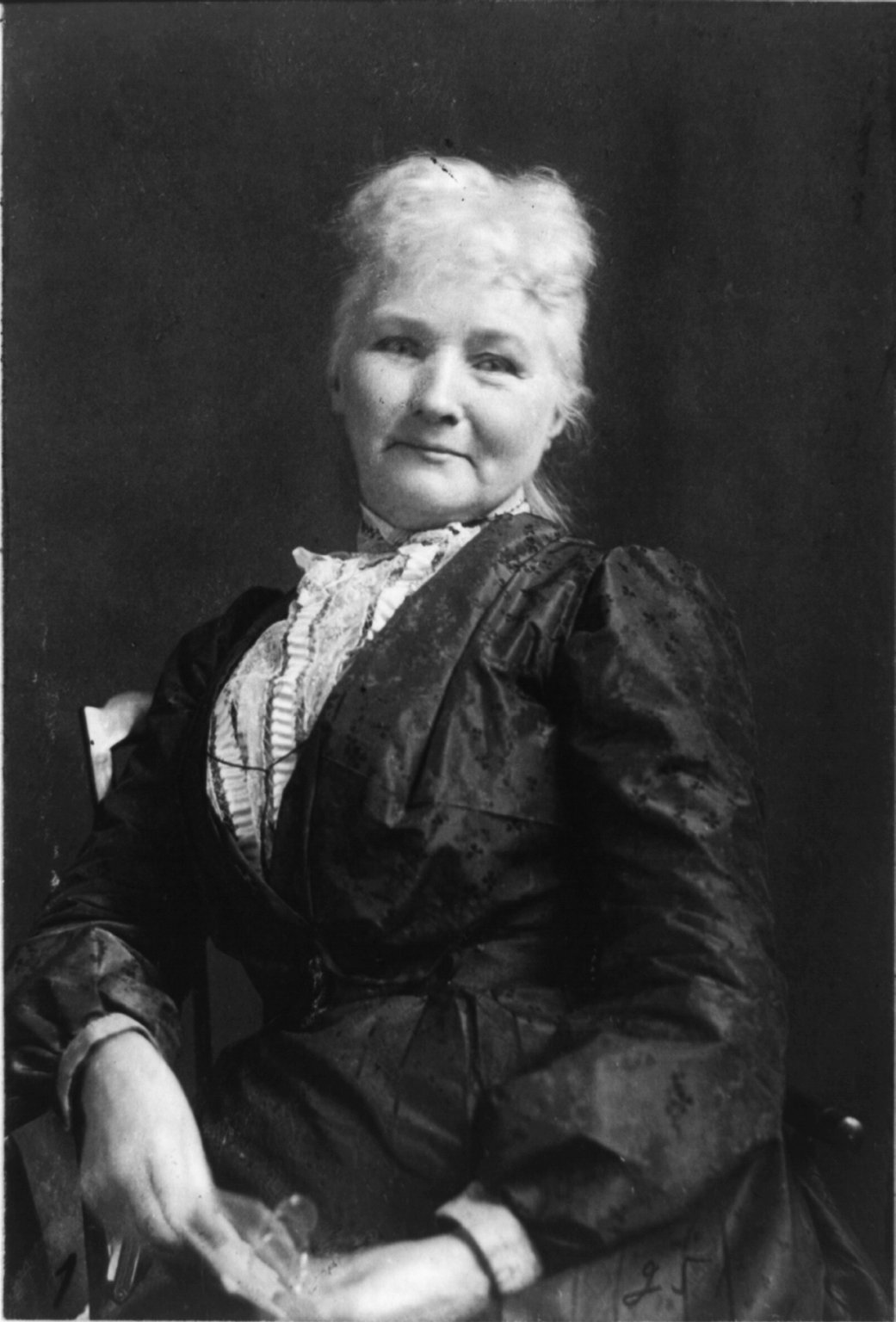
Gozemba ha sido comparada con la activista Mary Harris Jones por su defensa de los derechos de los trabajadores.

En 2018, la Comisión de la Condición Jurídica y Social de la Mujer de Massachusetts nombró a Gozemba y a otras cinco mujeres con el título de «heroínas anónimas», por su trabajo en el desarrollo comunitario. La Universidad Estatal de Salem creó un premio con su nombre que honra a los modelos de conducta del campus en la comunidad LGBT.
Judith Black comparó su labor con la de Mary Harris Jones, activista y profesora de escuela cofundadora del sindicato Industrial Workers of the World: «Si hubiera una encarnación contemporánea de Mother Jones, sería Pat Gozemba».